# Attento sicario: Crown è in caccia
Attento sicario: Crown è in caccia (99 and 44/100% Dead) è un film del 1974 diretto da John Frankenheimer.

## Trama
Nella città la lotta tra i criminali appartenenti a due bande rivali è in pieno svolgimento con un numero di morti. Il tenente Harry Crown viene chiamato dal boss Frank Kelly, il re dei Giustizieri privati per portare pace in città.